# Ix-Xagħra
Ix-Xagħra (engelska: Xagħra) är en ort och kommun  på ön Gozo i republiken Malta. Den ligger i den nordvästra delen av landet, 28 kilometer nordväst om huvudstaden Valletta. 